# Otomops martiensseni
Otomops martiensseni é uma espécie de morcego da família Molossidae. Pode ser encontrada na África subsaariana e Iêmen.